# Tolosanus
Tolosanus (* in Faenza; † 5. April 1226) war Diakon und Magister an der Kirche in Faenza und schrieb die Chronik seines Heimatorts.
Sein Chronicon Faventinum behandelt nicht nur die Geschichte des bei Ravenna gelegenen Faenza, sondern die ganze Emilia-Romagna und ihrer Städte. Sie geht vom Gründungsdatum von Faenza in römischer Zeit (von ihm mit 20. v. Chr.) angesetzt, bis 1218. In diesem Jahr bricht sie abrupt ab. Bis zum 11. Jahrhundert stammen seine Geschichten entweder aus mündlicher Überlieferung oder heute verschollenen Quellen. Sie wurde von zwei anonymen Schreibern fortgesetzt (wahrscheinlich auch beides Kanoniker in Faenza), vom einen bis 1226, wobei er auch den ursprünglichen Text von Tolosanus verbesserte und bearbeitete, vom anderen danach bis 1236.
Die ältesten erhaltenen Handschriften sind der Codex Manfrediano (Bibliotheca dei Conti Ferniani, Faenza, Ende 13. Jahrhundert) und Ms. 282 der Stadtbibliothek von Faenza (16. Jahrhundert).

## Schriften
- Giuseppe Rossini (Hrsg.): Magistri Tolosani Chronicon Faventinum: aa. 20 av.C.–1236, Rerum Italicarum scriptores, Band 28,1, Bologna 1936 bis 1939

Paul Güterbock erhielt 1925 den Auftrag einer Edition von den Monumenta Germaniae Historica, die aber nicht erschien.